# Stop Tyven (film)
|  | Denne artikel er oprettet af botten Steenthbot ud fra en ekstern database. Den kan derfor have sproglige fejl eller mangler. Denne skabelon kan fjernes efter kontrol af indholdet. |

Stop Tyven er en dansk kortfilm fra 1945 instrueret af Ole Palsbo efter eget manuskript.

## Handling
Humoristisk kort spillefilm om, hvordan tyven stoppes, før han stjæler.

## Medvirkende
- Poul Reichhardt
- Arthur Jensen
- Asbjørn Andersen